# Mustjala (gemeente)
Mustjala (Estisch: Mustjala vald) is een voormalige gemeente in de Estlandse provincie Saaremaa. De gemeente telde 657 inwoners (1 januari 2017) en had een oppervlakte van 235,5 km². De gemeente lag aan de noordkust van het eiland Saaremaa. De hoofdplaats was Mustjala.
Mustjala werd in oktober 2017 bij de fusiegemeente Saaremaa gevoegd.

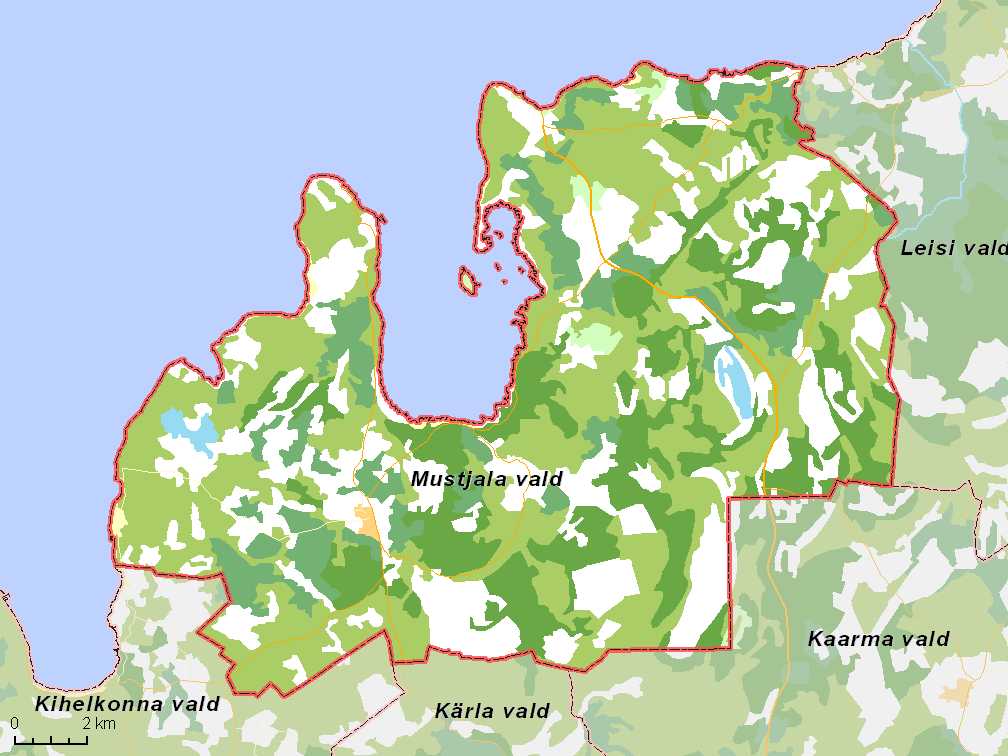
De gemeente met omliggende gemeenten, situatie begin 2014

## Plaatsen
In de gemeente lagen 21 dorpen: Järise, Jauni, Kiruma, Küdema, Kugalepa, Liiküla, Liiva, Merise, Mustjala, Ninase, Ohtja, Paatsa, Pahapilli, Panga, Rahtla, Selgase, Silla, Tagaranna, Tuiu, Vanakubja en Võhma.